# سفيرالسيا رمادية
سفيرالسيا رمادية أو سفيرالسيا إنكانا (بالإنجليزية: Sphaeralcea incana)‏ والمعروفة أيضًا باسم الخطمي الرمادي والخطمي الناعم، هي نبات صحراوي من عائلة الخطمي (الخبازية).

## الانتشار الجغرافي
موطن النبات الأصلي صحراء شيواوا وصحراء سونورا في جنوب غرب الولايات المتحدة وشمال المكسيك. توجد في ولايات أريزونا، وتشيهواهوا ونيو مكسيكو وسونورا وتكساس.
- التربة: يفضل النبات التربة الرملية أو الطينية ذات التصريف الجيد.
- التحمل: مقاوم للجفاف والحرارة العالية، ويتحمل الظروف القاسية.

## الوصف
السفيرالسيا الرمادية شجيرة فرعية معمرة ذات جذر رئيسي كبير. تحتوي على العديد من السيقان المنتصبة التي تنشأ من تاج خشبي قوي، وتنمو لتصل لطول 3–6 قدم (0.91–1.83 م). أوراقها رمادية اللون وكثيفة جدًا ولها شعيرات قصيرة متقشرة.

#### الهيكل العام
- نوع النبات: عشبي معمر أو شبه شجيري.
- الارتفاع: يتراوح بين 90 إلى 180 سم.
- السيقان: قائمة، متفرعة، مغطاة بشعيرات ناعمة تعطيها مظهرًا رماديًا أو فضيًا.

#### الأوراق
- الشكل: مفصصة أو راحية الشكل، حوافها غير منتظمة.
- اللون: رمادية مائلة إلى الخضرة بسبب الشعيرات الكثيفة.
- الملمس: ناعم ومخملي.
- الحجم: صغيرة إلى متوسطة، ويتفاوت الحجم بناءً على الموقع البيئي.

#### الأزهار
- الترتيب: تظهر في نورات عنقودية على أطراف الفروع.
- الشكل: أزهار مميزة بخمس بتلات.
- اللون: تتراوح بين البرتقالي الفاتح إلى الأحمر أو الوردي والأبيض.
- الحجم: يبلغ قطر الأزهار حوالي 2 إلى 3 سم.
- موسم الإزهار: تزهر في فصلي الربيع والصيف، مع امتداد محتمل في الخريف حسب الظروف المناخية.

#### الثمار
- الشكل: كروية ومستديرة، وتتكون من عدة أقسام صغيرة.
- اللون: تتحول من الأخضر إلى البني عند النضج.
- البذور: صغيرة الحجم، متينة، ومحمية داخل أقسام الثمرة.

#### الجذور
- الشكل: جذر وتدي عميق، مما يساعد النبات على تحمل الجفاف

## الأنواع الفرعية
تشمل الأنواع الفرعية ما يلي:
السفيرالسيا الرمادية - النويع كونياتا (بالإنجليزية: Sphaeralcea incana ssp. cuneata)‏ - الملوخية الكروية الناعمة - تنمو في نيو مكسيكو وأريزونا.
السفيرالسيا الرمادية - النويع إنكانا (بالإنجليزية: Sphaeralcea incana ssp. incana)‏ - الملوخية الكروية الرمادية.

## أصل التسمية

#### سفيرالسيا(بالإنجليزية:Sphaeralcea)‏
- الجذر اللغوي: الاسم العلمي Sphaeralcea مشتق من كلمتين يونانيتين:[5]
  - Sphaera: وتعني "كرة" أو "كروي"، في إشارة إلى شكل الثمار أو الزهور المستديرة التي تتميز بها بعض أنواع هذا الجنس.
  - Alcea: وهي كلمة تشير إلى "الخبازة" أو "الختمية"، وهي نباتات تنتمي إلى نفس العائلة (Malvaceae) وتتميز بأزهار مشابهة.
- يدل الاسم على الخصائص الشكلية للنبات، خصوصًا الزهور أو الثمار التي تبدو مستديرة.

#### إنكانا(بالإنجليزية:incana)‏
- الجذر اللغوي: الكلمة اللاتينية incana تعني "رمادي" أو "مغبر"، وهي تشير إلى اللون الرمادي أو المغطى بالشعيرات الذي يميز الأوراق أو أجزاء من النبات.
- هذا الوصف يعكس واحدة من السمات البارزة لهذا النوع، حيث أن أوراقه وأجزائه غالبًا ما تكون مغطاة بشعيرات صغيرة تمنحها مظهرًا رماديًا أو فضيًا.[5]

#### التسمية تحت النوعية:
- النويع كونياتا ssp. cuneata: كلمة cuneata تعني "إسفيني" أو "مثلثي"، وتشير إلى شكل الأوراق أو الأجزاء النباتية التي تتميز بهذا الشكل.
- النويع إنكانا ssp. incana: يعود إلى الوصف الأساسي للنبات، وهو اللون الرمادي المميز.

## الاستخدامات
تعتبر أزهار النبات ذات قيمة للأنواع الحيوانية المحلية من النحل والفراشات.

### المجال العلاجي
تم استخدام السفيرالسيا الرمادية كنبات طبي على يد الأمريكيين الأصليين وآخرين.
كان شعب الهوبي يستخدم النبات لعلاج الإسهال.
يمكن تحويل أوراق وأزهار النبات إلى شاي عشبي يستخدم لعلاج تهيج الجهاز التنفسي والإنفلونزا.
للجذور والأوراق تأثير ملطف وملمس مرطب. تم استخدام ضمادة من الأوراق الطازجة المطحونة لعلاج إصابات الجلد أو الالتهابات.

### الزراعة
يتم زراعة السفيرالسيا الرمادية كنبات للزينة في مشاتل النباتات المتخصصة. يتم استخدامه في الزراعة الأصلية وحدائق الحفاظ على المياه والحياة البرية، وتصميم المناظرالطبيعية.

## صور

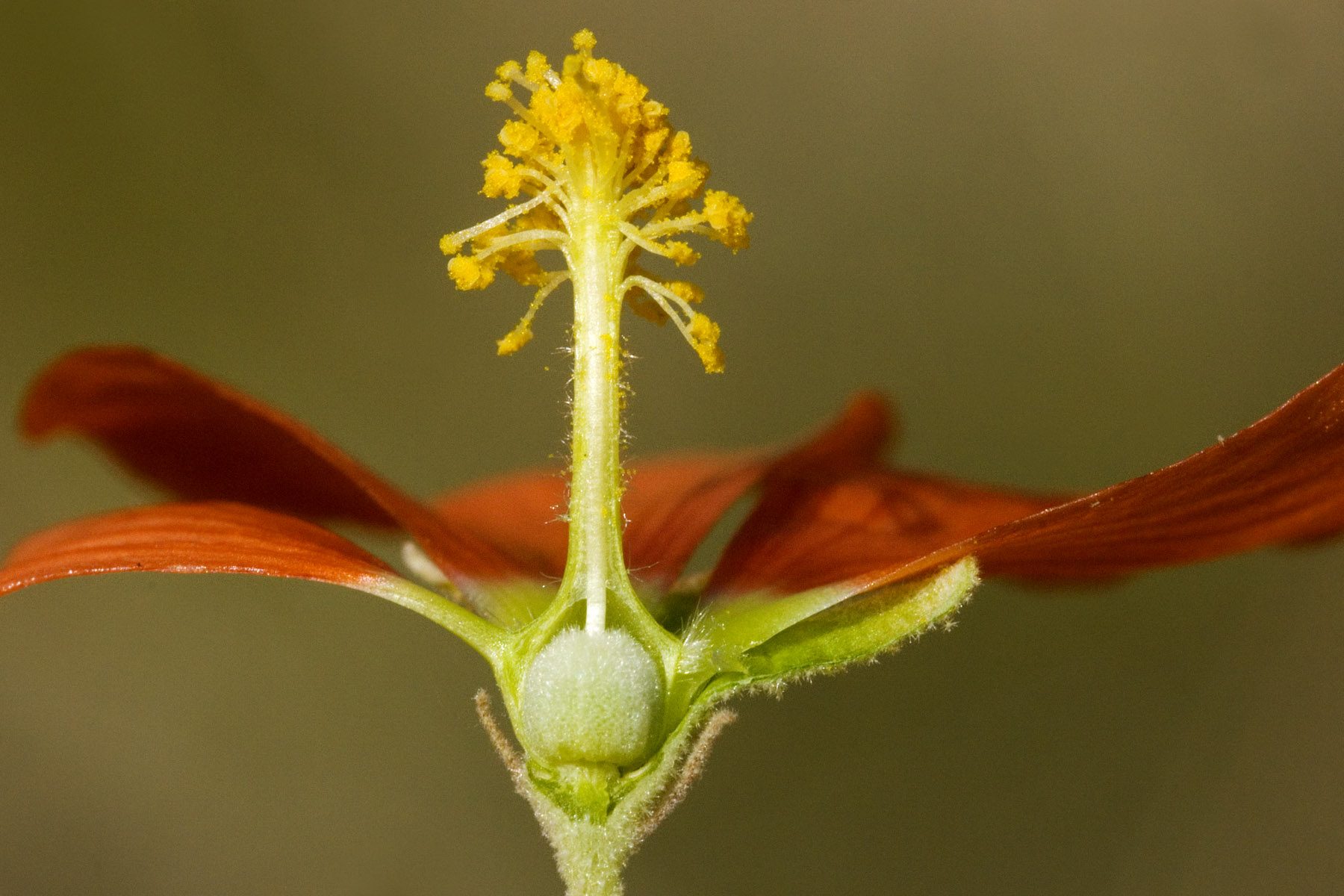
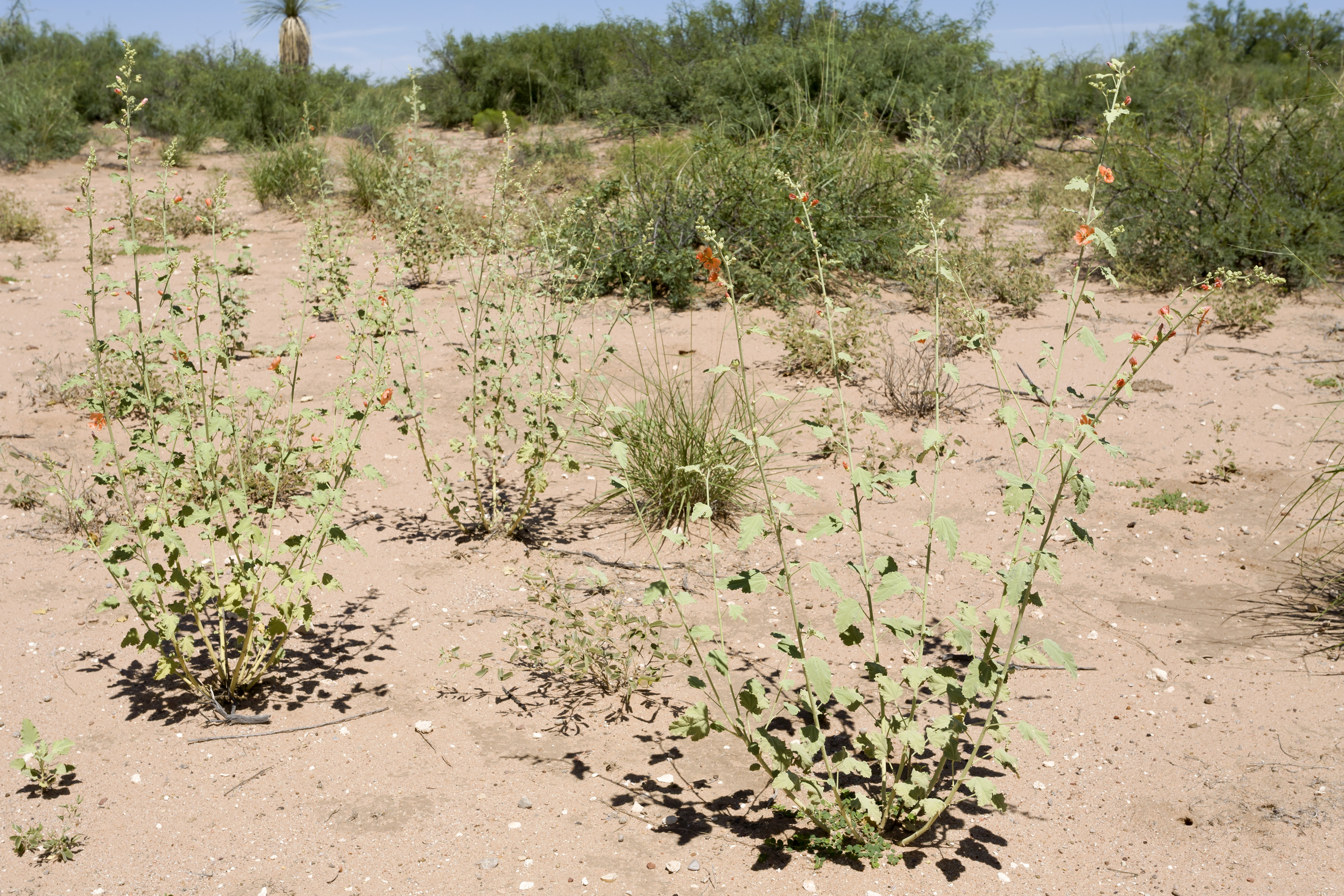
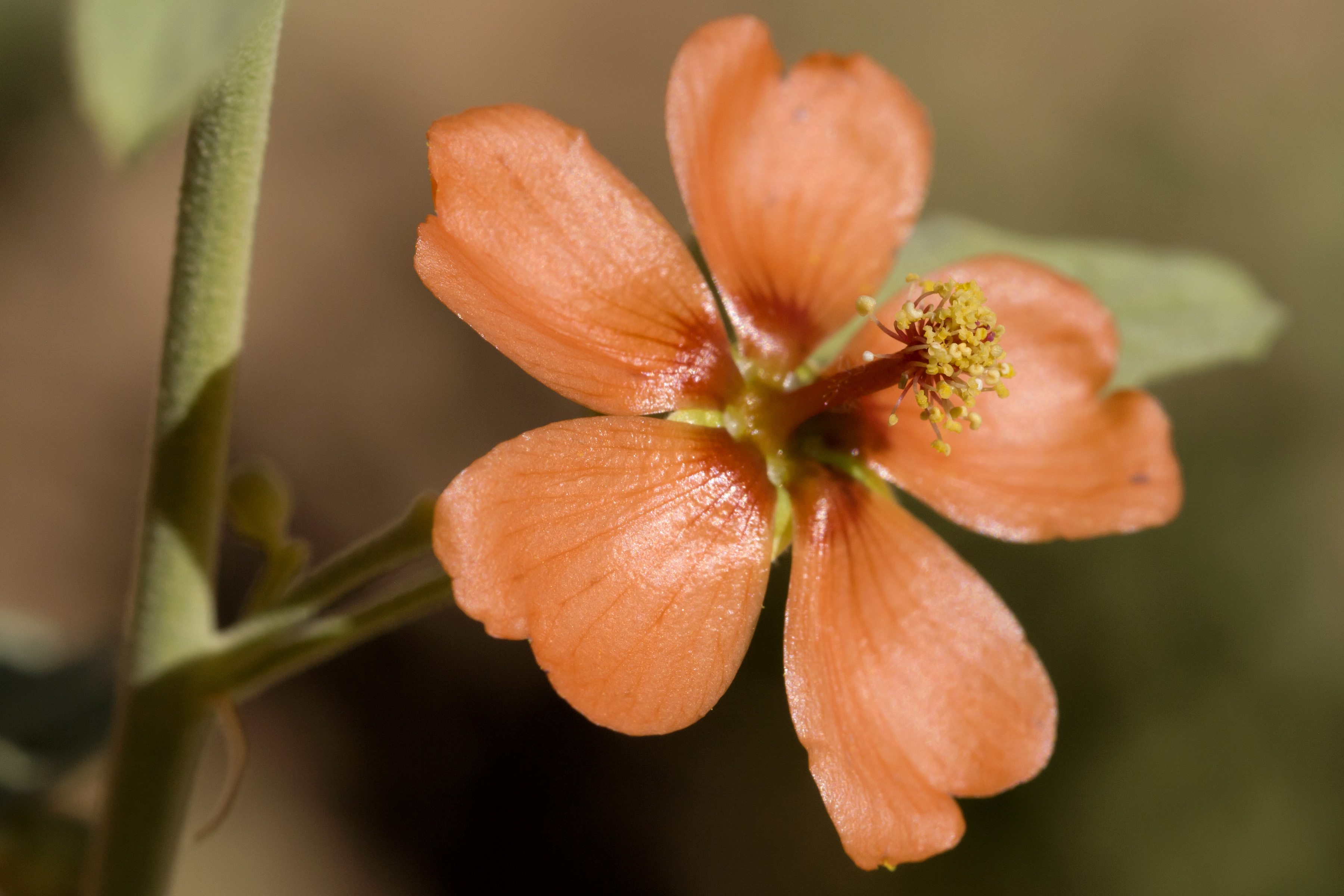
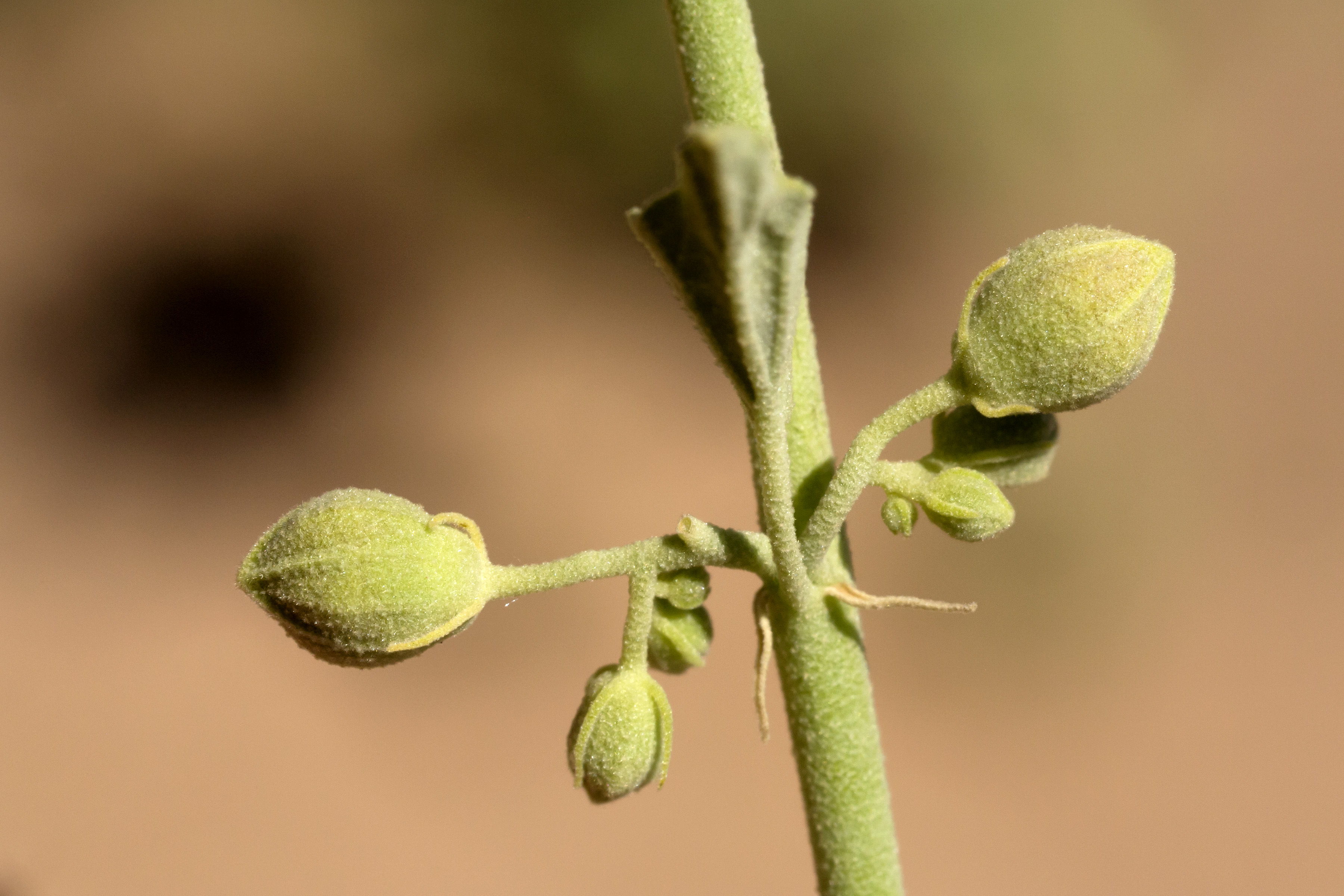
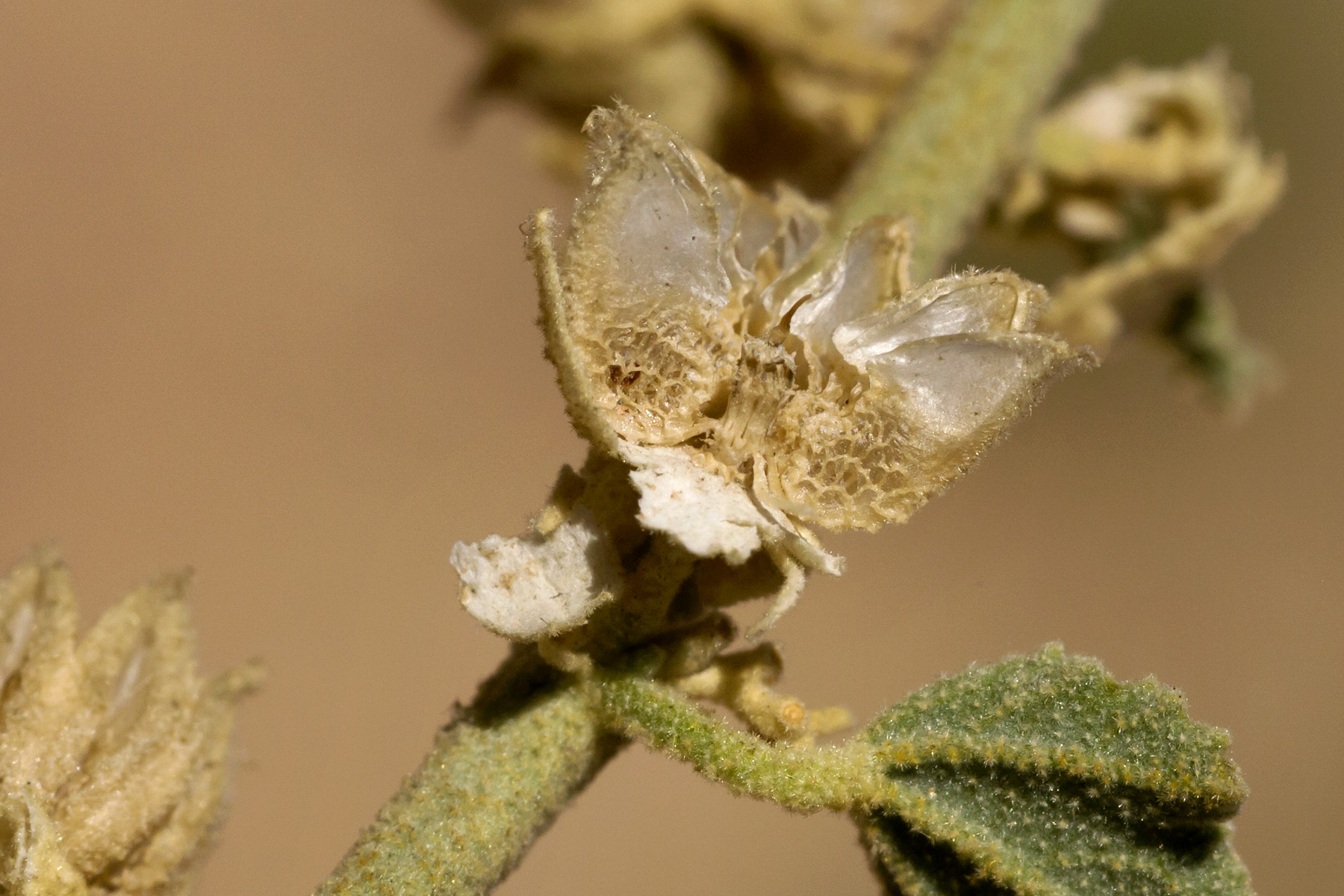
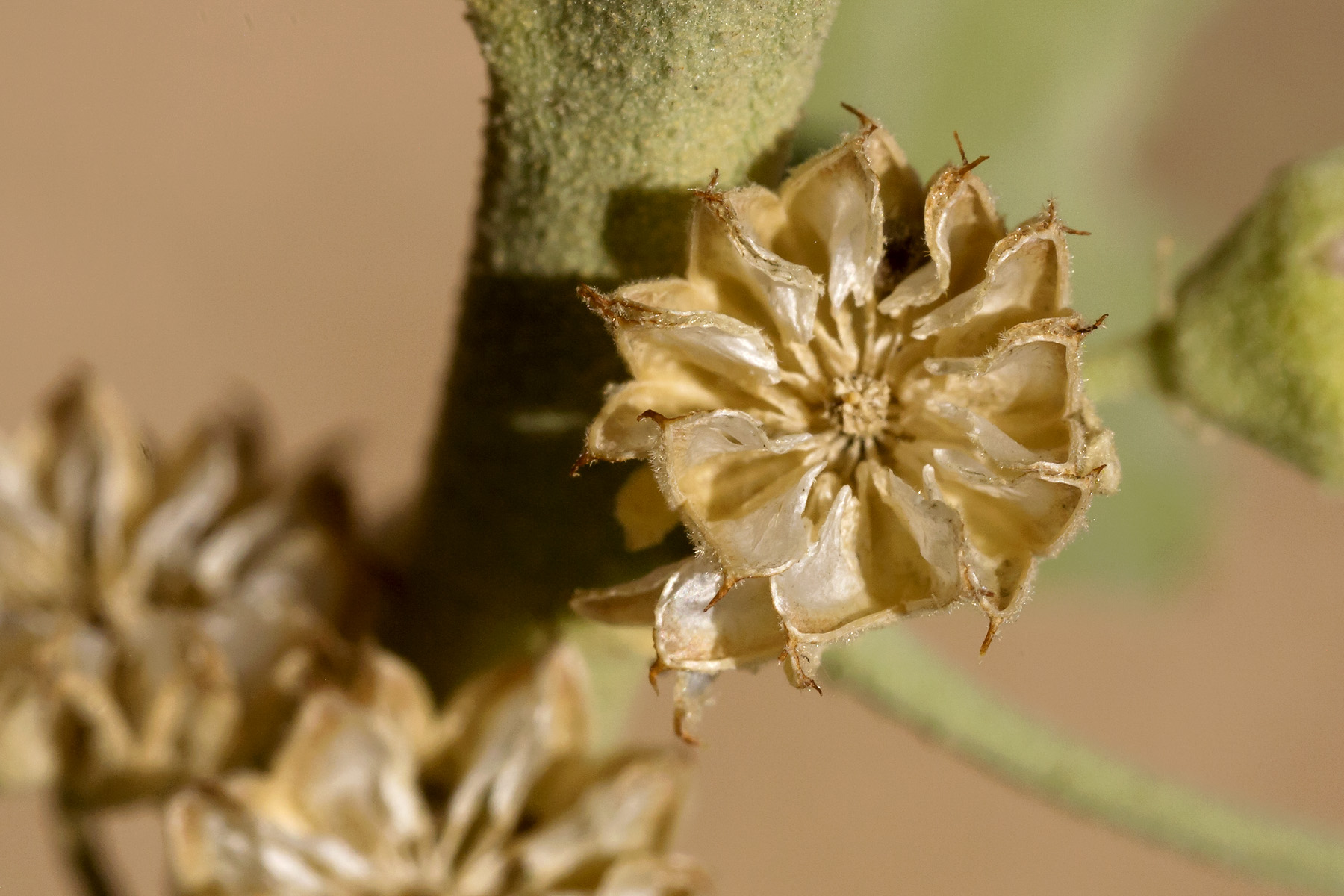
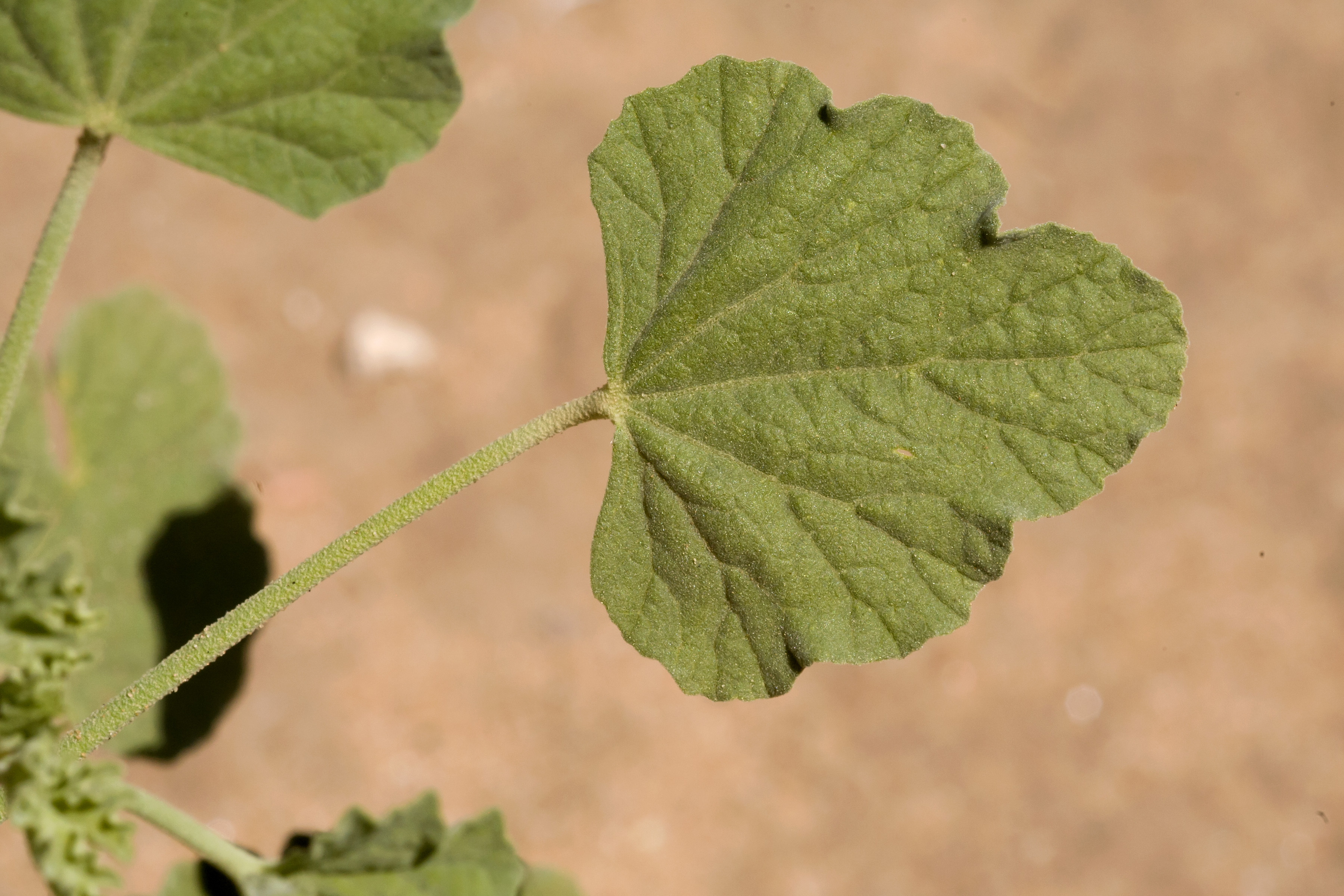
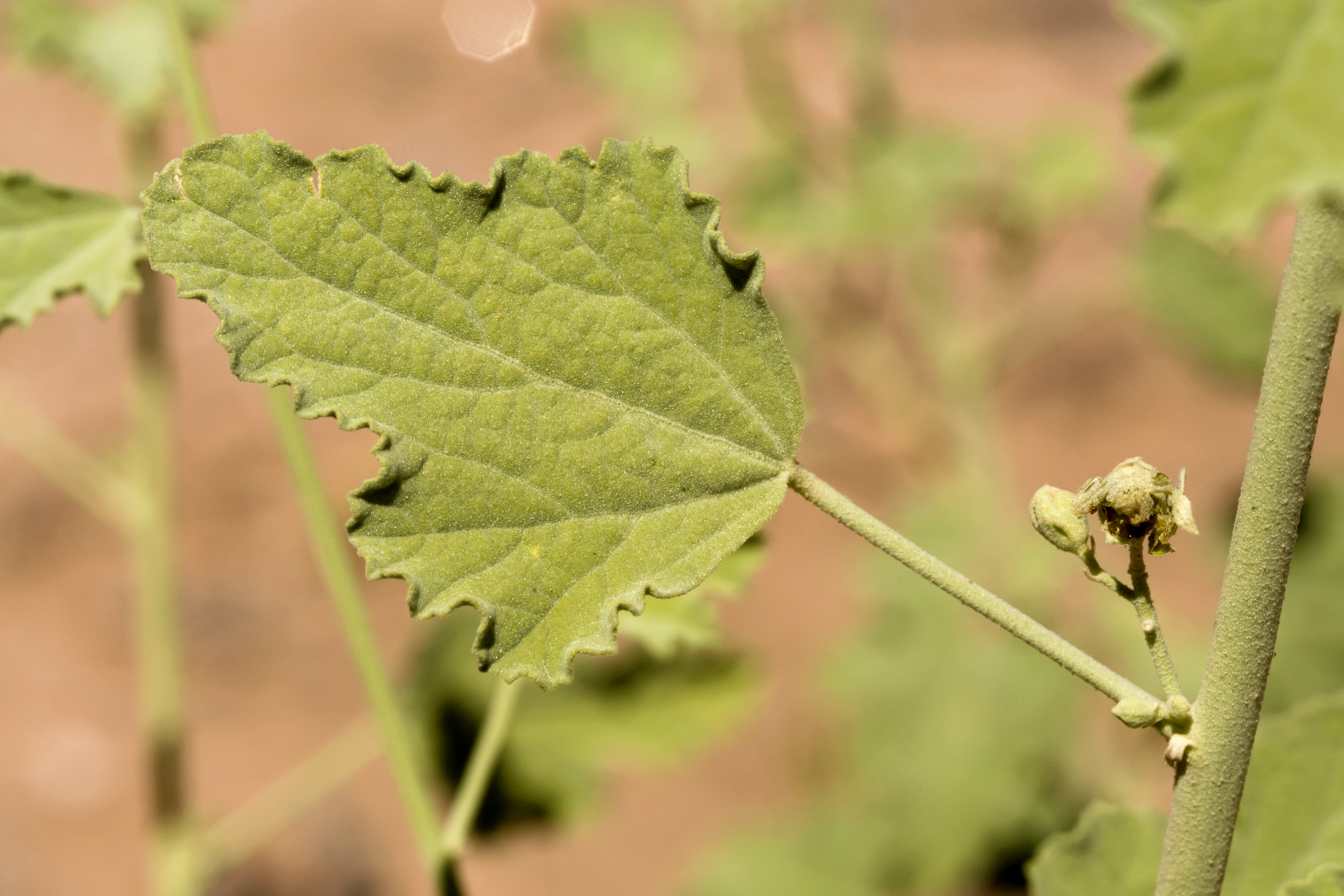
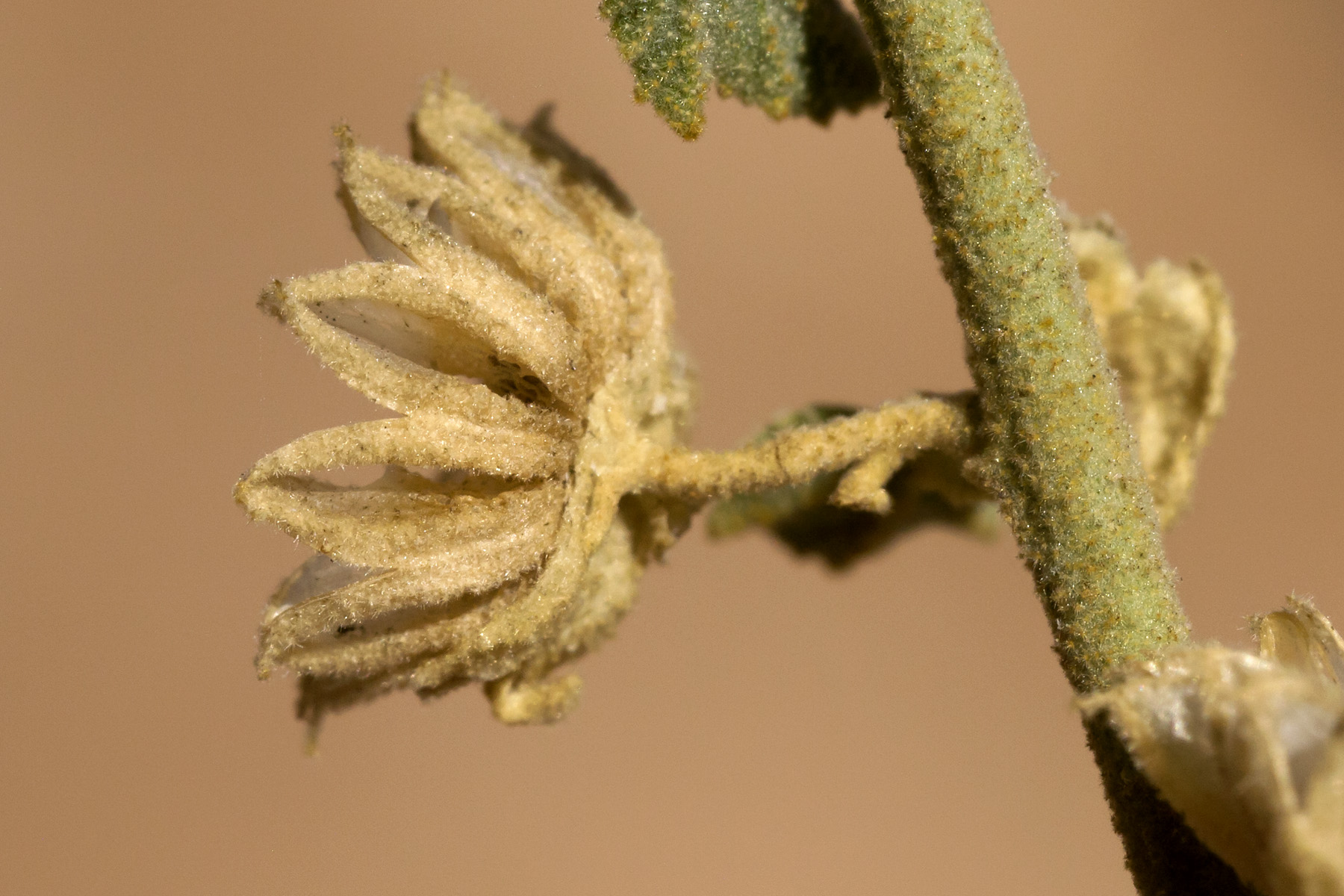

## روابط خارجية
- مركز الزهور البرية NPIN−Lady Bird Johnson: Sphaeralcea incana (الخبيزة الرمادية)
- Wildflower.org: معرض صور لـ Gray globemallow